# どさんこ室田
室田真宏（むろたまさひろ、1982年2月25日 - ）は、日本の俳優、タレント。座間味村観光大使。新日本プロレスの後藤洋央紀モノマネ公認芸人 である。2020年3月までどさんこ室田名義で活動していた。SUMOエージェンシー、ＧＦＡ等と業務提携

## 来歴
北海道北見市出身。北海道北見工業高等学校卒業。
高校在学中にローランド 社主催「バンド・パラダイス」においてオーディエンス賞を獲得し記念CDをリリースしている。
2011年よしもと沖縄エンターテイメントカレッジYOEC（現・沖縄NSC）1期生となる。
どさんこシーサーという漫才コンビを組んでいたがピン芸人となり主にギター漫談をしている。
第5回沖縄国際映画祭 LIVE DAM PRESENTS 歌ウマ選手権において優勝する。沖縄国際映画祭のJIMOT CM COMPETITIONにておいて自身が脚本・監督・主演も努め2年連続座間味村を優勝 に導く、その功績をかわれ座間味村観光大使に任命される。
よしもと沖縄花月にて活動するほか、ハル晴ルライブ｢どさんこ室田の栄町って、ええやん！｣
単独ライブ｢North South～ピンキリ兄弟～｣(空馬良樹と合同ライブ）
単独ライブ「どさんこ室田という男」「続！！どさんこ室田という男」 などを開催している。
吉本新喜劇の沖縄版、第二回おきなわ新喜劇ツアー「空手フリムン一代！」 に座員として参加している。
映画「天の茶助」において銀幕デビューを果たした。
2016年フェルマータ社より時任良治とのユニット・THE NICE GUYS名義で「おっちゃんフィーバーおっちゃんパラダイス」という楽曲をリリースしている。
第1回よしもと沖縄芸人総選挙 において初代王者となる。
2018年よしもとエンタテイメント沖縄から東京吉本本社に移籍。
2019年吉本興業の俳優班に所属となる。
エアースタジオの舞台「NBL大作戦〜空感演人ver.〜」 において舞台初主演を果たした。
2018年11月10日、沖縄奥武山武道館で行われた「JAST TAP OUT」にゲスト出場し飯伏幸太との「却下します騒動」を演じた。
2019年12月7日、DROKEES YANAI RINGにてレイパロマ 、大和ヒロシと3wayマッチで対戦した。
神奈月祭2019において、木戸修に扮する神奈月とバトルロワイアル戦で対戦した。
後藤洋央紀に似ていると言われたことがきっかけで、後藤の物真似キャラクターを始めた。
後藤洋央紀の本人の公認を得ている。
棚橋弘至に「日本のプロレスラーモノマネ史上、絶対に一番似ている」とお墨付きをもらっている。
お笑いプロレス団体西口ドアにレギュラー参戦する他、地方のプロレス興行にも参加している。
2020年2月2日、北九州の社会人プロレス団体がむしゃらプロレスにゲスト参戦している。
2020年2月、飯伏幸太所長から承諾を受け飯伏プロレス研究所の所員となる。
2020年3月、Y2M企画「ビバ！プロレスマニア」にて再び舞台主演を果たした。
2020年3月芸名改名、どさんこ室田から本名の室田真宏となる。
2023年2月19日、前田憲作が立ち上げた格闘技大会XTREME1にてリングアナとしてリングに上がる。
2023年10月アパレルブランドRick Owens（リックオウエンス）のアンバサダーを務める。
2023年12月31日をもって契約満了につき吉本興業を退所。
2024年1月1日よりフリーランスの俳優として活動。
サウジアラビア政府観光CM、ジェッダ・リトルアジア出演。
2024年4月より17LIVE公式ライバーとして任命される
2025年3月26日のラヴィット！（TBS）において【ラピの山】という四股名の力士を演じる

## 出演

### CM
- au沖縄セルラーひかりちゅら
- 沖縄サントリー
- 沖縄ヴァリューズ
- サウジアラビア観光CMジェッダシーズン・リトルアジア
- ILC国際リニアコライダー
- 丸亀製麺うどんもコシバージョン
- 日清製粉ウェルナマ･マー
- 東京サマーランド

### テレビ
- 郷土劇場oh! お笑いけんさんぴん（2014年11月25日、沖縄テレビ）
- 最恐映像ノンストップ3（2015年7月29日、テレビ東京）
- 金曜日のゆうわく（2015年7月31日、琉球放送）
- ごっちゃんねる（2015年6月27日・7月4日・7月18日、沖縄テレビ）
- 098TV （2016年2月28日、沖縄テレビ）
- 思てたより〇〇な沖縄〜移住して見つけたハッピーライフ〜（2016年3月19日、関西テレビ）
- いろはに千鳥（2017年5月23日・2018年6月5日、テレビ埼玉）
- 雨上がりのナニモン!?（2017年6月10日、関西テレビ）
- サンドのぼんやり〜ぬTV（2018年8月24日、東北放送）
- 十時茶まで待てない!（2018年11月5日、琉球朝日放送
- 似すぎてジワる（2019年3月25日、TBSテレビ）
- ストーリーズノーナレ「コロナと街と私2020夏」（2021年8月31日、NHK総合）
- ケイ×ヤク-あぶない相棒- 1話・2話・6話（2022年1月-3月、日本テレビ）
- インフォーマ（2023年1月19日、関西テレビ）
- サンバリュ5ライフセイバーズ（2023年6月25日、日本テレビ）
- ザ・細かすぎて伝わらないモノマネ（2023年7月8日、フジテレビ）
- ドラマイズム 灰色の乙女 4話（2023年9月26日、TBSテレビ）
- 闇バイト家族4話（2024年1月26日、テレビ東京）
- 季節のない街2話（2024年4月12日、テレビ東京）
- 琉球トラウマナイトリアルストーリー2024（2024年4月27日、沖縄テレビ）
- 秘密のケンミンSHOW極（2024年7月4日、読売テレビ）
- 週刊さんまとマツコ （2025年1月12日・19日、TBSテレビ）
- ガキの使いやあらへんで（2025年2月16日・3月16日、日本テレビ）
- 荒幡任三郎（2025年3月23日、TOKYO MX2）
- ラヴィット!（2025年3月26日、TBSテレビ）
- ぐるぐるナインティナイン（2025年4月10日・8月7日日本テレビ）

### ラジオ
- 木下教授の夜の診察室（ラジオ沖縄）
- らぐぅんぶるぅのかもねラジオ（ラジオ沖縄）
- 木下博勝の木下男塾（タイフーンFM）
- どさんこ室田のぐいぐいラジオ[18]（FM21）
- どさんこシーサーのフライデートーク（FM21）
- MC.KZ!&どさんこ室田の琉球魂！（FM21）
- ラジオドラマ食わざるものDon't work（ニッポン放送）[19]
- ラジオドラマ居場所。（東京FM）

### 映画
- グリーンバレット最強殺し屋伝説国岡（合宿編）
- ザ・ファブル 殺さない殺し屋 - 川平健二 役
- 天の茶助
- ギフテッド〜フリムンと乳売り女〜
- やんばるキョ！キョ！キョ！[20]
- こころ、おどる（短編映画）[2]
- シモキタブレイザー[21]マルコ役
- NINJA BEEF -エンディング曲歌唱
- BOLICE-チュニジア映画
- シュリさんを救う2-イスラエル映画

### 声優
- 島猫映画Nyaha! part#0（ワタミッチョン役）[22]
- XTREME1リングアナウンサー[23]
- NINJA BEEF -エンディング曲歌唱

### 舞台
- 沖縄新喜劇･空手フリムン一代
- NBL大作戦〜空感演人ver〜
- ビバ！プロレスマニア
- 劇団暁･播州八九三-吉良の権六役

### 配信
- Netflixドラマ 『インフォーマ』 - マサ 役
- Netflixドラマ 『サンクチュアリ -聖域-』 - 馬剛 役
- Abema  『インフォーマ-闇を生きる獣たち-』 - マサ 役
- WOWOWドラマ 『ドロップ』
- Disney+ドラマ 『季節のない街』
- DMM『静かなるドン2』
- Amazon Prime Video 『No Activity Season2』
- Amazon Prime Video 『龍が如く〜Beyond the Game〜』 - 大山豪役
- lemino 『飛鳥クリニックは今日も雨』

### 縦型ドラマ配信
- vigloo 『デスソリッドコンペティション』-桑島　役
- vigloo 『アニマルリベンジ失われた絆』-黒部役
- vigloo 『実録リベンジホームレスと欲にまみれた社長夫人』-セバスチャン役

### ライブ
- 乗鞍高原自然にやさしいフェスティバル2023 MC
- TK bank fes 2024（2024年2月24日）
- サンクチュアリ聖域馬山部屋トークライブMC（2024年8月19日）
- SHIZUOKA LIVE FES（2024年10月20日）
- インフォーマ2トークライブ　MC（2024年11月6日）
- 新宿エイサーまつりサラバンジMUSIC FES MC（2024年7月27日・2025年7月26日）